# Pomidor

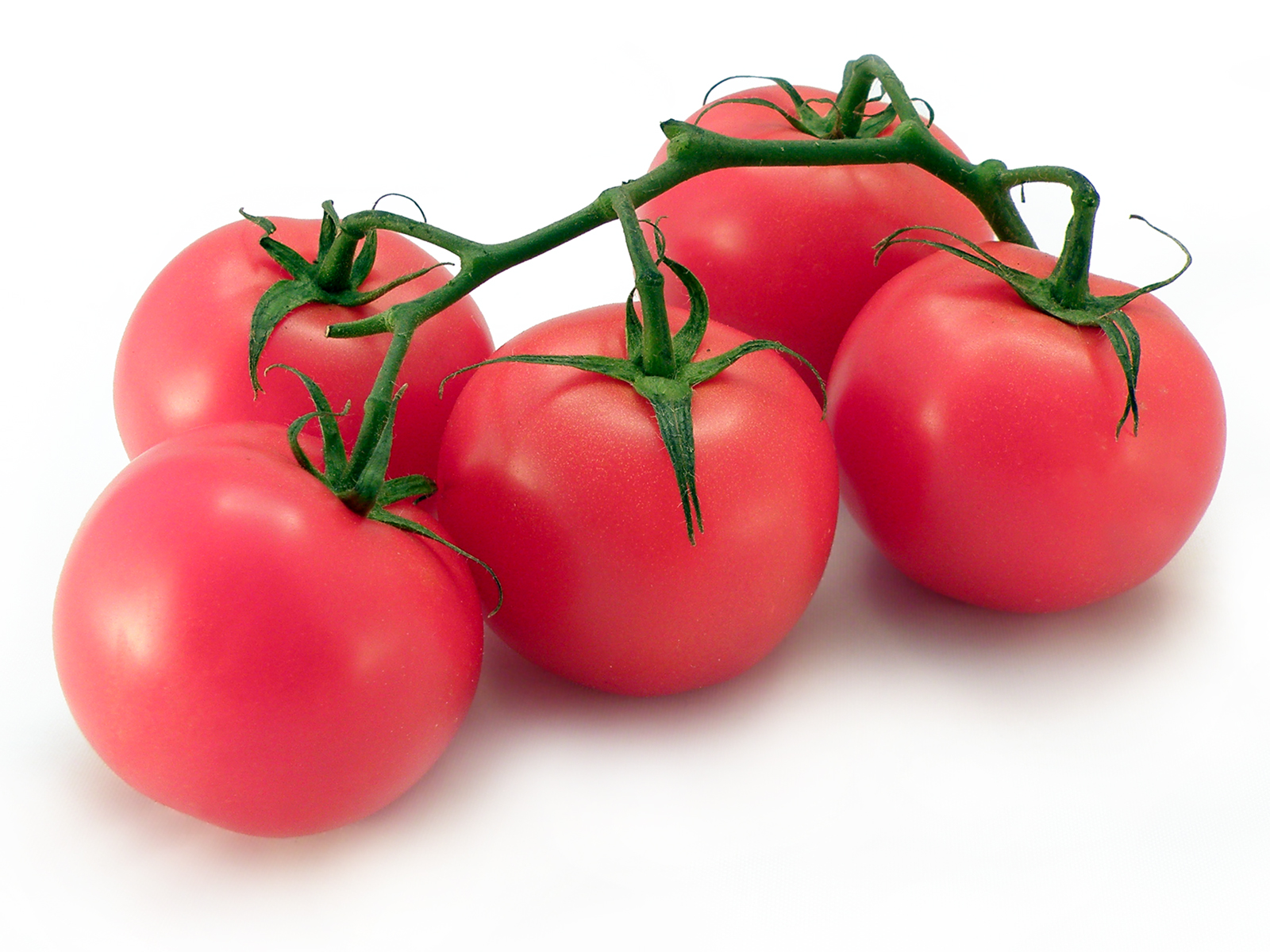
Owoce pomidora zwyczajnego

Pomidor (Solanum sekcja Lycopersicon Mill.) – sekcja w obrębie rodzaju psianka (Solanum) obejmująca grupę gatunków wyodrębnianych dawniej w rodzaj pomidor (Lycopersicon). Rośliny te pochodzą z zachodniej części Ameryki Południowej. Jeden z gatunków – pomidor zwyczajny (Solanum lycopersicum) – jest rozpowszechnioną rośliną uprawną. Według Polskiej Klasyfikacji Wyrobów i Usług jego owoc jest warzywem.

## Systematyka
Przedstawiciele tej grupy do odrębnego rodzaju zostali zaliczeni przez szkockiego botanika Philipa Millera w 1754. Analizy molekularne dowiodły, że wyodrębnienie tej grupy w osobny rodzaj zmienia rodzaj psianka Solanum w takson parafiletyczny i dlatego taksonomowie traktują grupę jako sekcję w obrębie rodzaju Solanum.
Synonimy nomenklatoryczne
Lycopersicon P. Miller 1754
Wykaz gatunków
(Obejmujący 10 taksonów na podstawie danych Germplasm Resources Information Network):
- Solanum arcanum Peralta
- Solanum cheesmaniae (L. Riley) Fosberg
- Solanum chilense (Dunal) Reiche
- Solanum chmielewskii (C. M. Rick et al.) D. M. Spooner et al.
- Solanum corneliomulleri J. F. Macbr.
- Solanum galapagense S. C. Darwin & Peralta
- Solanum habrochaites S. Knapp & D. M. Spooner
- Solanum huaylasense Peralta
- Solanum lycopersicum L. – pomidor zwyczajny
- Solanum neorickii D. M. Spooner et al.
- Solanum pennellii Correll
- Solanum peruvianum L.
- Solanum pimpinellifolium L.

## Zastosowanie
Najpopularniejszym gatunkiem uprawianym i spożywanym jest pomidor zwyczajny. Jego owoce (w znaczeniu botanicznym) są warzywami według klasyfikacji towarów spożywczych.

## Wartości odżywcze
Owoc pomidora zwyczajnego jest niskokaloryczny. Zawiera 22 kcal w 100 gramach. Jest dobrym źródłem potasu, beta-karotenu oraz witamin C i E. Pomidory zawierają także zdrowy dla człowieka likopen. Żółte odmiany pomidorów są słodsze i mają wyższą zawartość cukru.

## Pochodzenie nazwy
Polska nazwa pomidor pojawiła się w XIX wieku i została zapożyczona z języka włoskiego, gdzie brzmi pomodoro. Samogłoska i w wyrazie polskim odzwierciedla włoski wariant pomidoro, będący pierwotnie liczbą mnogą, ponieważ zanim wł. pomodoro stało się zrostem, było grupą wyrazową pomo d’oro, dosł. „jabłko (owoc) ze złota”, której forma mnoga brzmiała pomi d’oro. Współcześnie używa się po włosku w liczbie pojedycznej zarówno pomodoro, jak i pomidoro (liczba mnoga, odpowiednio, pomodori lub pomidori).

## Historia wprowadzenia pomidorów do Europy i rola w kulturze
Pomidory po raz pierwszy opisał w Europie w 1544 roku Włoch Pierandrea Matthioli, określając je łacińskim określeniem mala aurea, co także znaczy „złote jabłka”, wspominając, że najpierw są zielone, a po dojrzeniu właśnie złotego koloru (pomidory odmian dojrzewających na czerwono opisane zostały we Włoszech niedługo później – w 1554). W 1554 Rembert Dodoens poświęcił rozdział pomidorom podając listę ich określeń w łacinie: Pomum Amoris, Poma Amoris, Pomum aureum oraz po francusku, niemiecku i angielsku i w każdym z tych języków nazwy te znaczyły „złote jabłka” lub „jabłka miłości”. W 1561 włoski botanik Luigi Anguillara napisał, że pomidory zwane są przez jednych pomi d’oro (złotymi jabłkami), a przez innych pomi del Peru (jabłka z Peru). Było to później wykorzystywane do wskazania na pochodzenia pomidorów, ale przegląd piśmiennictwa z XVI wieku wskazuje w tym wypadku na pomyłkę – określenia tego wcześniej używano bowiem w stosunku do bielunia dziędzierzawy Datura stramonium (także we Francji, gdzie zwano je Pomme de Perou). Późniejsze źródła powtarzają pomi del Peru w odniesieniu do pomidorów wyraźnie za Anguillarą, utrwalając jego błąd. Właściwą ojczyznę pochodzenia pomidorów sprowadzonych do Europy podał w 1572 Melchior Wieland z Padwy wskazując na Meksyk (Tenochtitlán), podając przy tym nazwę z języka nahuatl tomatl. Nazwa ta szybko w ciągu XVII wieku wyparła w językach europejskich wcześniejsze określenia, które przetrwały w użyciu tylko we Włoszech jako Pomi d’oro, a na Wyspach Brytyjskich i w Stanach Zjednoczonych pozostało w użyciu określenie Love apple (jabłko miłości).
Określenie pomidorów jabłkami miłości wiązało się z zaliczaniem ich do afrodyzjaków. W końcu XVI wieku Francuz Charles de L’Écluse w nawiązaniu do stosowanych wówczas nazw uznał te owoce za mityczne złote jabłka stanowiące symbol wiecznego życia i boskiej płodności.